# Juanito Arteta
Juan Arteta Amaigo de Ibero (Juanito Arteta; * 18. Mai 1918 in Madrid; † 12. November 2008) war ein venezolanischer Trompeter und Arrangeur spanischer Herkunft.
Der Sohn des Konzertmeisters der Sinfónica de la Capilla Real besuchte ab dem zehnten Lebensjahr die Militärschule. Er studierte Solfège an der Conservatorio de Música y Declamación und zwölf Jahre lang Trompete. Am Spanischen Bürgerkrieg nahm er auf republikanischer Seite im Regiment Dolores Ibárruri Gómez teil. Als unerwünschter Ausländer wurde er im französischen Perpignan interniert. Dort beschaffte er sich mexikanische Papiere und flüchtete 1939 nach Mexiko.
In Mexiko wurde er Mitglied im Orchester von Luis Arcaráz, 1940 Solist im von José Sabre Marroquí geleiteten Orchester des Senders Emisora XEW. 1941 gewann er einen Wettbewerb zu Ehren von Harry James, was ihm den Titel La trompeta de oro de México brachte. Pérez Prado nahm ihn in sein Orchester auf und spielte mit ihm Titel wie Al Son del Mambo ein. Im Cabaret Río Rosa leitete er ein eigenes Orchester und trat im Wechsel mir Beny Moré und seiner Gruppe auf. Außerdem begleitete er Musiker wie Agustín Lara, Pedro Vargas, Jorge Negrete und Miguel Aceves Mejía.
1952 reiste er auf Einladung von Renny Ottolina nach Venezuela. Aus der auf zwei Wochen geplanten Reise wurde ein lebenslanger Aufenthalt. Er wurde musikalischer Leiter von  Radio Libertador und von Rafiodifusora Venezuela, leitete das Orchester von Ondas de Lago in Maracaibo und spielte Aufnahmen u. a. mit Memo Morales, Cheo García und Felipe Pirela ein. Er gründete mit Pepe Flores des Orquesta Angostura, leitete die Banda Juan Bautista Dalla Costa und schrieb mehr als vierhundert Musikarrangements. In Víctor Saumes Fernsehsendung A Control Remotos wurde er zur Trompeta de Oro de América ernannt.